# Broussey-en-Blois
Broussey-en-Blois – miejscowość i gmina we Francji, w regionie Grand Est, w departamencie Moza.
Według danych na rok 1990 gminę zamieszkiwały 54 osoby, a gęstość zaludnienia wynosiła 5 osób/km² (wśród 2335 gmin Lotaryngii Broussey-en-Blois plasuje się na 991. miejscu pod względem liczby ludności, natomiast pod względem powierzchni na miejscu 550.).